# Myrceugenia glaucescens
Myrceugenia glaucescens, llamada comúnmente murta o arrayán, es un arbusto o arbolito de hojas perennes, perteneciente a la Familia de las mirtáceas. Habita en la cuenca del Río de la Plata. 

## Descripción
Tiene hojas simples, opuestas, enteras, subcoriáceas, glabras, son verde lúcidas en el haz, y blanquecinas en el envés.

## Distribución
Es endémica de Uruguay, sur de Brasil, Paraguay, y noreste de Argentina.

## Hábitat
Pertenece a la selva en galería o «monte blanco», en las riberas e islas inundables de los ríos Paraná, Uruguay y Río de la Plata.

## Usos
En jardinería para macizos, aisladamente o en setos. Interesante por su continua floración, y su fructificación.
Sus hojas son astringentes, antidiarréicas, y digestivas, según la medicina popular.

## Taxonomía
Myrceugenia glaucescens fue descrita por (Cambess.) D.Legrand & Kausel y publicado en Comunicaciones Botánicas del Museo de Historia Natural de Montevideo 1(7): 7. 1943.
Sinonimia>
- Myrceugenia euosma O.Berg, D.Legrand
- Eugenia glaucescens Cambess. in A.F.C.de Saint-Hilaire (1829).
- Luma glaucescens (Cambess.) Burret (1941).[2]

var. glaucescens
- Eugenia araujoana O.Berg
- Eugenia cambessedeana O.Berg
- Eugenia canelonensis O.Berg
- Eugenia elegans O.Berg
- Eugenia pallida O.Berg
- Eugenia ribeireana O.Berg
- Luma angustior Burret
- Luma araujoana (O.Berg) Burret
- Luma bagensis (O.Berg) Burret
- Luma cambessedeana (O.Berg) Burret
- Luma canelonensis (O.Berg) Burret
- Luma elegans (O.Berg) Burret
- Luma pallida (O.Berg) Burret
- Luma ribeireana (O.Berg) Burret
- Myrceugenia grisea D.Legrand
- Myrceugenia pallida (O.Berg) D.Legrand & Kausel
- Myrceugenia ribeireana (O.Berg) D.Legrand & Kausel

var. latior (Burret) Landrum
- Luma latior Burret
- Myrceugenia latior (Burret) D.Legrand & Kausel[3]